# Emppu Vuorinen
Erno Matti Juhani Vuorinen (Kitee, 24 de junho de 1978), popular como Emppu Vuorinen, é um músico e compositor finlandês. É mais conhecido como atual guitarrista da banda de metal sinfônico Nightwish.

## Carreira
Vuorinen começou a tocar guitarra a partir de seus 12 anos, sob influência de seu irmão, chegando a participar de pequenos projetos musicais.
No entanto, foi aos 18 anos que ele integrou a banda de metal sinfônico Nightwish, juntamente com Tuomas Holopainen e Tarja Turunen em 1996. O grupo rapidamente adquiriu reconhecimento mundial, e até o momento já lançou dez álbuns de estúdio, além de diversos singles e discos ao vivo, todos contendo a participação de Vuorinen.
Em 2001, ele se juntou ao grupo Brother Firetribe, no qual permaneceu até 2020, tendo participado de quatro álbuns, além de diversas turnês.
No ano de 2002, Vuorinen se juntou à banda Altaria, onde gravou todas as guitarras para o álbum de estreia Invitation. No entanto, ele deixou o grupo em 2004 para se dedicar integralmente ao Nightwish. Em 2006, o cantor brasileiro Edu Falaschi convidou Vuorinen para o seu projeto Almah, no qual ele participou apenas do disco auto-intitulado.
Vuorinen também já tocou como músico convidado em trabalhos de bandas como Darkwoods My Betrothed, Visions of Atlantis e Tarot, e também é creditado como cocompositor em algumas faixas do Nightwish juntamente com Holopainen.

## Vida pessoal
Vuorinen é o mais velho de cinco filhos, tendo um irmão gêmeo e três irmãs. Ele também é faixa preta no judô, chegando a ganhar uma medalha de bronze no campeonato nórdico juvenil e duas medalhas de ouro no campeonato finlandês juvenil.
Ele também é coproprietário de um estúdio musical na cidade finlandesa de Kerava com o produtor Tero Kinnunen. Vuorinen e seu ex-companheiro de banda, Marko Hietala, receberam um prêmio cultural de Kerava em dezembro de 2007 por suas contribuições musicais na cidade.

## Discografia

### Nightwish
- Angels Fall First (1997)
- Oceanborn (1998)
- Wishmaster (2000)
- Century Child (2002)
- Once (2004)
- Dark Passion Play (2007)
- Imaginaerum (2011)
- Endless Forms Most Beautiful (2015)
- Human. :II: Nature. (2020)
- Yesterwynde (2024)

### Brother Firetribe
- False Metal (2006)
- Heart Full of Fire (2008)
- Diamond in the Firepit (2014)
- Sunbound (2017)

### Altaria
- Invitation (2003)

### Almah
- Almah (2006)

### Participações
| Ano  | Artista                | Álbum                          | Faixa                                | Nota              |
| ---- | ---------------------- | ------------------------------ | ------------------------------------ | ----------------- |
| 1996 | Jimmie Lawson          | Play That Funky (Humppa) Music | "Karelian Night"                     | Guitarra          |
| 1998 | Darkwoods My Betrothed | Witch-Hunt                     | (Múltiplas faixas)                   | Guitarra e violão |
| 2001 | (Vários artistas)      | La leyenda continúa            | "La leyenda del hada y el mago"      | Guitarra          |
| 2003 | Barilari               | Barilari (EP)                  | (Múltiplas faixas)                   | Guitarra          |
| 2003 | Barilari               | Barilari                       | "Recuerdo en la piel"                | Guitarra e violão |
| 2003 | Aina                   | Days of Rising Doom            | "Rebellion"                          | Guitarra          |
| 2004 | Irina                  | Vahva                          | "Kuolee hiljaa"                      | Violão            |
| 2004 | Human Temple           | Insomnia                       | (Múltiplas faixas)                   | Guitarra          |
| 2004 | Visions of Atlantis    | Cast Away                      | "Realm of Fantasy"                   | Guitarra          |
| 2005 | Apulanta               | Kiila                          | "Kaukaa lähelle"                     | Guitarra          |
| 2006 | Tarot                  | Crows Fly Black                | "Traitor"                            | Guitarra          |
| 2006 | Inactive Messiah       | Be My Drug                     | "Beat It" (cover de Michael Jackson) | Guitarra          |
| 2007 | (Vários artistas)      | Guitar Heroes                  | "12 Donkeys" "Ulterior Motive"       | Guitarra          |
| 2011 | Hevisaurus             | Räyh!                          | "Tahdon maitoo"                      | Guitarra          |
| 2012 | Hevisaurus             | Heavysaurios                   | "Quiero leche"                       | Guitarra          |